# Kaplica św. Maksymiliana Marii Kolbego w Sanoku

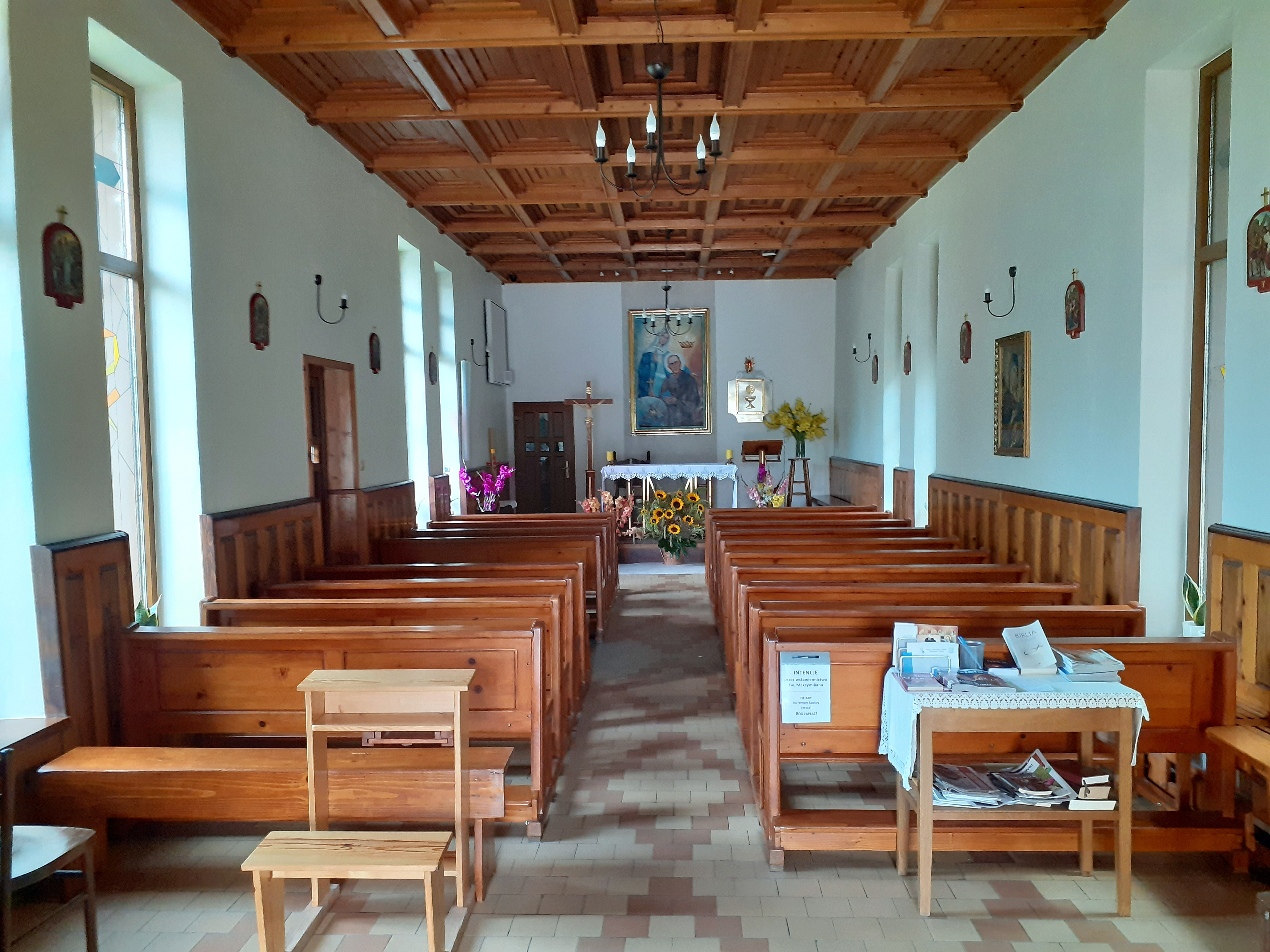
Wnętrze kaplicy

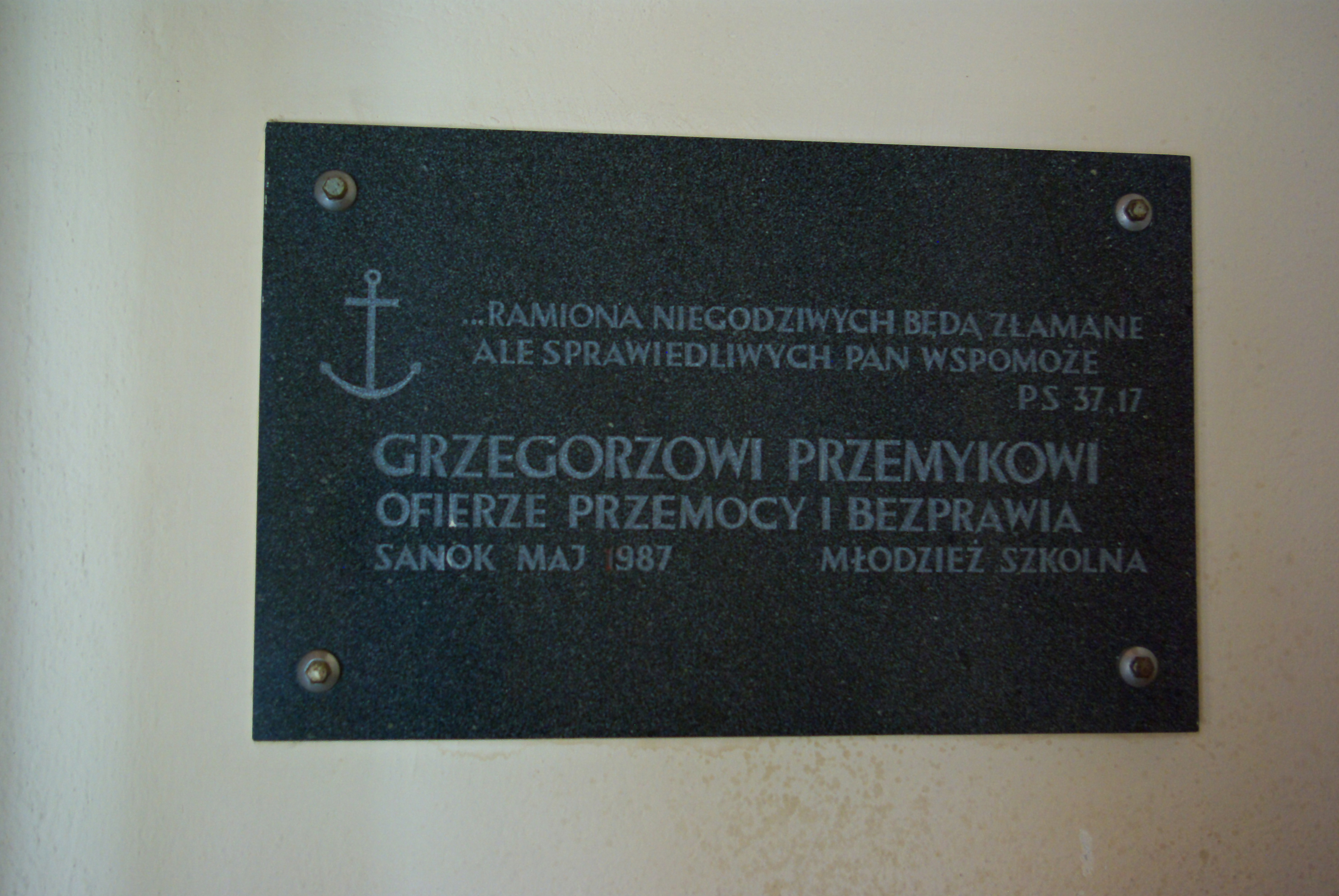
Tablica upamiętniająca Grzegorza Przemyka

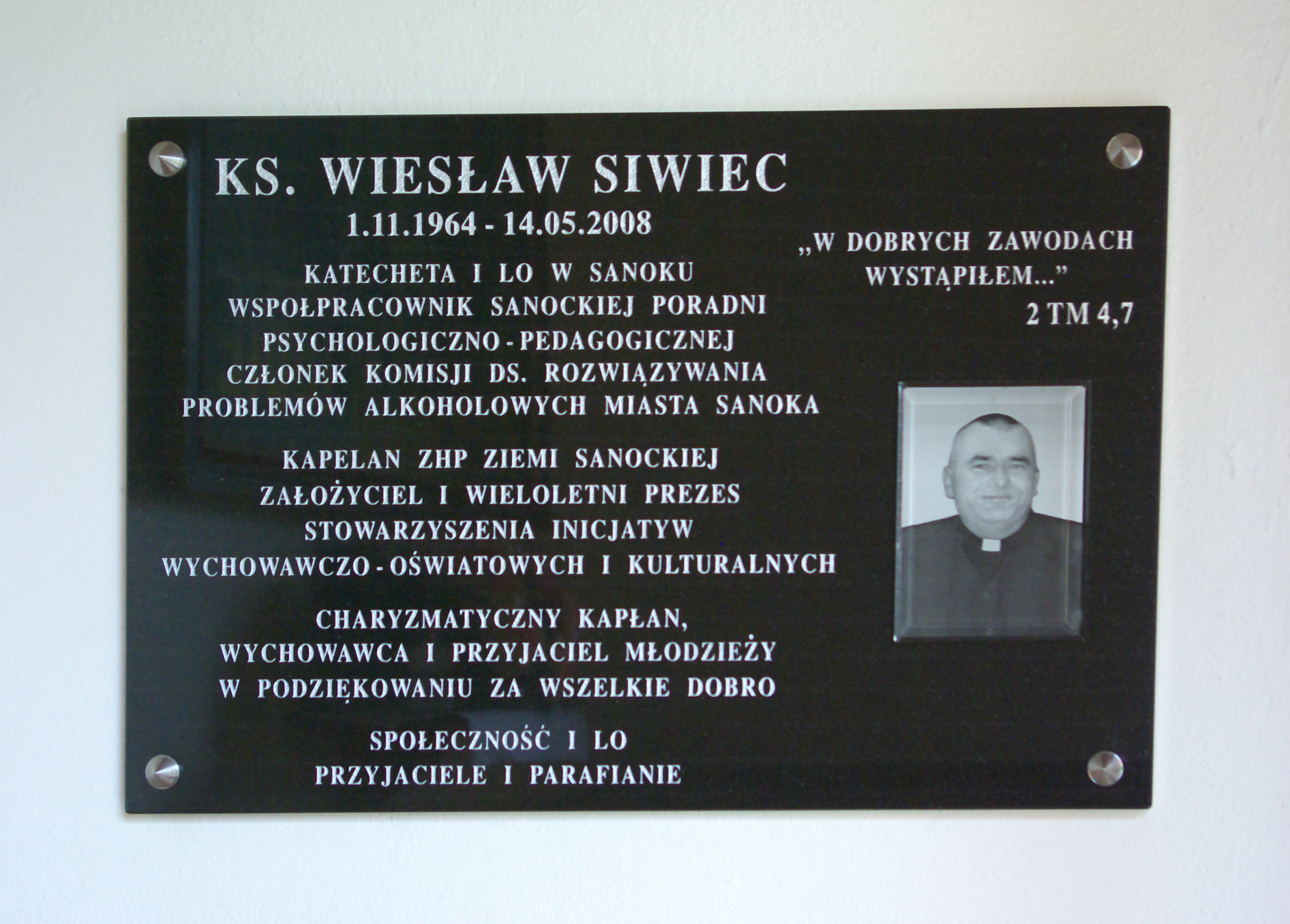
Tablica poświęcona ks. Wiesławowi Siwcowi

Kaplica rektoralna św. Maksymiliana Marii Kolbego w Sanoku – świątynia należąca na obszarze parafii Przemienienia Pańskiego w Sanoku.
Budynek kaplicy jest położony przy ulicy Zagrody 10, w południowej części dzielnicy Śródmieście nad biegnącym Potokiem Płowieckim.

## Historia
Kaplica jest położona na terenie stanowiącym fragment dawnego gospodarstwa rolnego o powierzchni 34 ha, należącym do oo. franciszkanów w Sanoku. Decyzją władz komunistycznych PRL z 8 maja 1950 obszar ten został upaństwowiony bez przyznania wynagrodzenia, zaś w posiadaniu klasztoru pozostawiono jedynie areał o powierzchni 194 arów (ok. 2 ha), położony po stronie linii kolejowej od strony centrum miasta. Na tym terenie istniały zabudowania gospodarcze, dom mieszkalny oraz ogród. W 1973 połowa tych pozostałości (wraz z obiektami gospodarczymi i częścią ogrodu) została odebrana przez państwo za wynagrodzeniem, po czym powstało tam I Liceum Ogólnokształcące im. Komisji Edukacji Narodowej w Sanoku.
Wówczas, w 1973 bp Tadeusz Błaszkiewicz wydał dekret o erygowaniu kaplicy publicznej w dotychczasowym budynku mieszkalnym. Poświęcenia dokonał bp Tadeusz Błaszkiewicz 3 lutego 1974. Kaplica została otwarta w tym samym roku z głównym przeznaczeniem dla młodzieży i osób starszych.
W myśl postanowień zawartych w dokumentach z 15 grudnia 1983 Kapituły Prowincjonalnej Zakonu Franciszkańskiego i Kurii Biskupiej w Przemyślu z 28 grudnia 1983 kaplica św. Maksymiliana została przekazana na rzecz diecezji przemyskiej.
24 marca 1984 rektorem kaplicy został mianowany ks. Krzysztof Pacześniak, obejmując stanowisko od lipca tego roku (do tego czasu posługiwał w parafii Przemienienia Pańskiego w Sanoku). Tenże duchowny od 1981 był kapelanem w sanockim szpitalu, a od września 1984 także katechetą w sąsiednim I LO.
14 marca 1985 rektorat odwiedził bp Ignacy Tokarczuk, który postanowił podjęcie remontu budynku gospodarczego z zamiarem umieszczenia w nim kaplicy. W trakcie prowadzonych prac 16 czerwca 1985 obiekt został poświęcony przez bpa Tadeusza Błaszkiewicza.
W 2016 ze stanowiska rektora kaplicy odszedł na emeryturę ks. Krzysztof Pacześniak. W 2016 kapłanem w kaplicy został ks. Jacek Michno. Jego miejsce w 2019 zajął ks. Michał Kozak.

## Upamiętnienie
W kaplicy została ustanowiona tablica pamiątkowa poświęcona Grzegorzowi Przemykowi (1964–1983). Inicjatorami jej ustanowienia był ks. Adam Sudoł oraz Marian Witalis, który dokonał jej wmurowania wraz z Marianem Kuncem. Została ufundowana przez młodzież szkolną i odsłonięta 30 maja 1987 roku. Inskrypcja zawiera cytat z Księgi Psalmów 37,17 i głosi: ... ramiona niegodziwych będę złamane, ale sprawiedliwych Pan wspomoże PS 37,17. Grzegorzowi Przemykowi ofierze przemocy i bezprawia. Sanok maj 1987. Młodzież szkolna. W wydaniu „Gazety Sanockiej – Autosan” nr 21 z 20-31 lipca 1987 w artykule pt. Jeszcze jedna tablica i jeszcze jedno pytanie: w czyim imieniu? redaktor naczelny pisma Wiesław Koszela wyraził protest przeciw ustanowieniu tablicy.
W 2017 w kaplicy odsłonięto tablicę upamiętniającą ks. Wiesława Siwca (1960-2008), katechetę w pobliskim I LO oraz działacza społecznego w Sanoku.
W uroczystość odpustową 15 sierpnia 2021 zorganizowano uroczystości, podczas których w otoczeniu kaplicy odsłonięto pomnik upamiętniający ofiary niemieckich obozów koncentracyjnych w 80. rocznicę śmierci św. Maksymiliana Kolbego, a także upamiętnienie jego osoby w otoczeniu monumentu przy świątyni.